# Cryptaranea invisibilis
Espèce
Synonymes
- Epeira invisibilis Urquhart, 1892

Cryptaranea invisibilis est une espèce d'araignées aranéomorphes de la famille des Araneidae.

## Distribution
Cette espèce est endémique de Nouvelle-Zélande.

## Publication originale
- Urquhart, 1892 : Descriptions of new species of Araneidae. Transactions of the New Zealand Institute, vol. 24, p. 230-253.